# Mobage
Mobage (Nhật: モバゲー Hepburn: Mobagē, "Mobile Game" – "Trò chơi di động"), ban đầu có tên Mobage Town, là một cổng và mạng xã hội trò chơi mở cửa ngày 7 tháng 2 năm 2006, thuộc sở hữu của DeNA. Tính đến năm 2011, dịch vụ này có khoảng 30 triệu người dùng, chủ yếu trên các thiết bị điện thoại phổ thông.